# Distributions- och insamlingspunkt
Distributions- och InsamlingsPunkt (DIP) är en förkortning som används av Posten. Det är en plats antingen fysiskt eller elektroniskt för en logistikleverantör eller ett åkeri som bedriver utkörning samt inhämtning av Företagspaket. En logistikleverantör eller ett åkeri kan ha en eller flera DIP:ar. Med logistikleverantören menas oftast Posten Logistik men kan även vara ett "externt" åkeri, det vill säga en entreprenör, till exempel R C Transport AB i Skövde.